# Terret noir
Le terret noir est un cépage de France de raisins noirs du Languedoc.

## Origine et répartition géographique

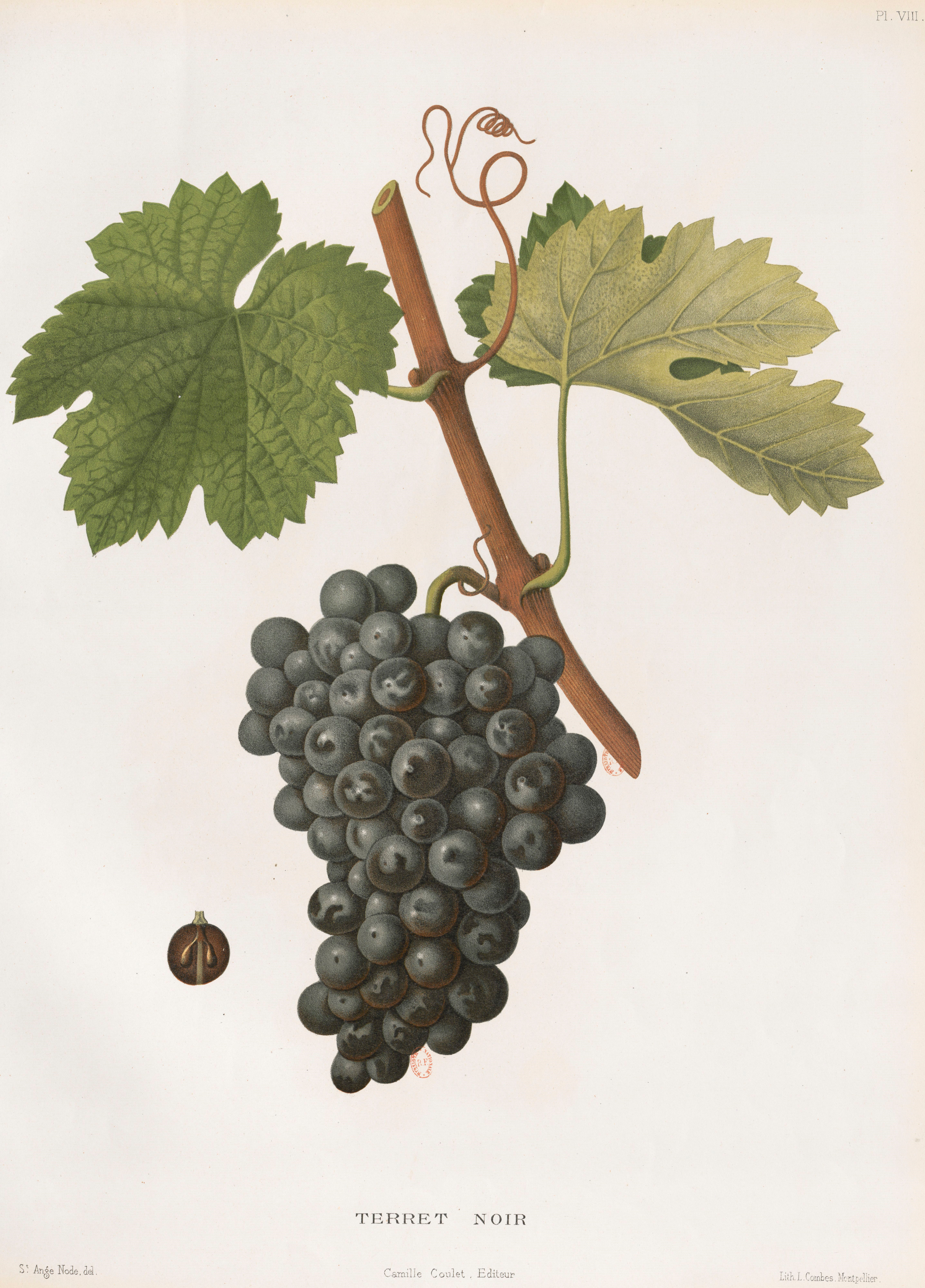
Lithographie du Terret noir.

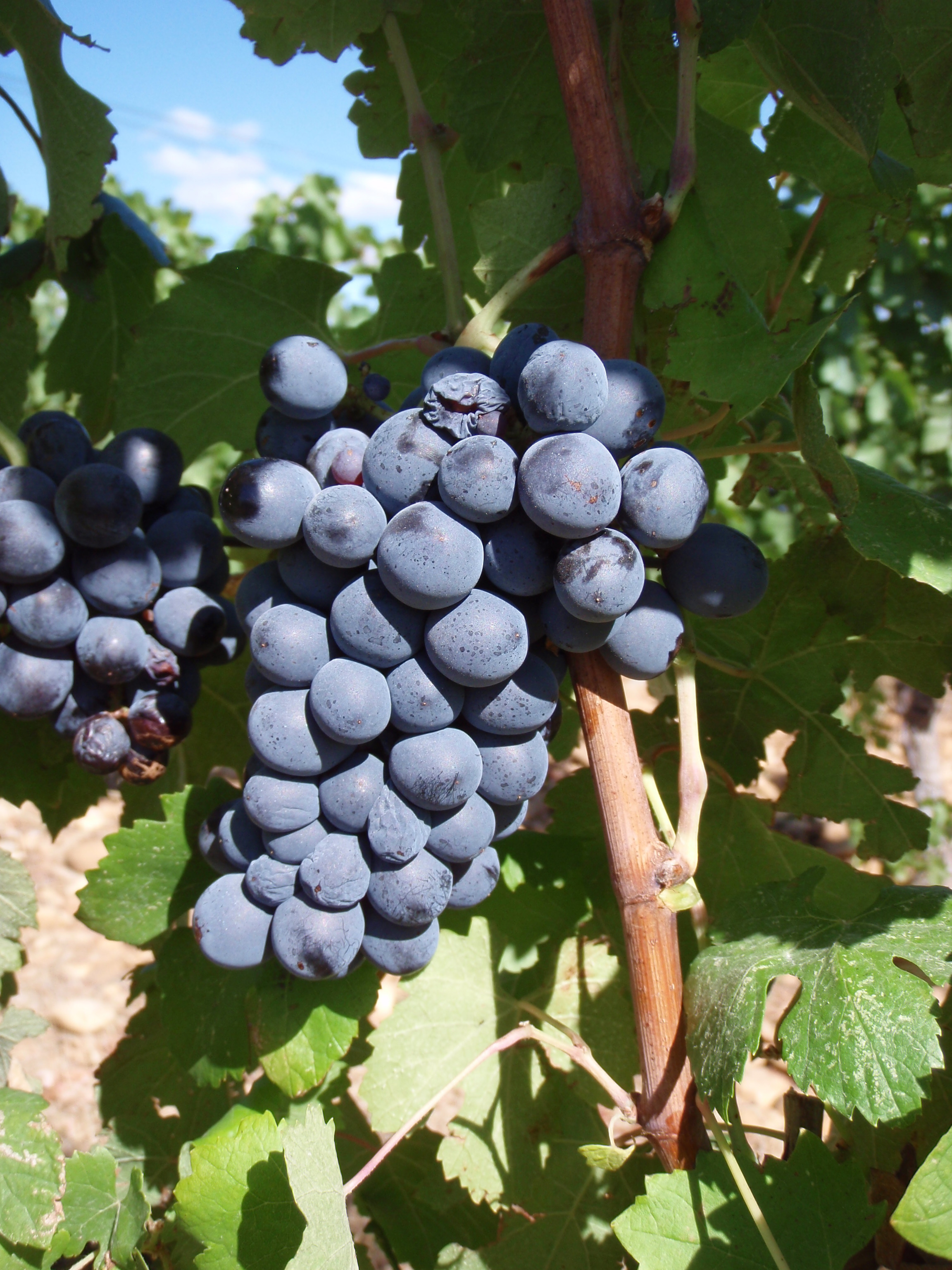
Terret noir N

Avec 369 hectares (en 2004), le cépage est cultivé principalement dans la région méditerranéenne. Il fait partie de l'encépagement des vins de Châteauneuf-du-Pape, Côtes du Rhône, Coteaux du Languedoc, Corbières et Minervois.
Le terret gris et le terret blanc sont des variétés du terret noir.
Le terret noir a servi de géniteur du cépage teinturier Terret-Bouschet.

## Caractères ampélographiques
- Extrémité du jeune rameau épanoui, cotonneux blanc à liseré carminé.
- Jeune feuilles duveteuses, à plages bronzées
- Feuilles adultes, à 5 lobes avec des sinus latéraux supérieurs profonds, un sinus pétiolaire en lyre étroite à bords superposés, dents ogivales, moyennes, un limbe aranéeux et faiblement pubescent.

## Aptitudes culturales
La maturité est de troisième époque tardive : 35 jours après le chasselas.

## Potentiel technologique
Les grappes sont moyennes à grandes et les baies oblongues sont de taille moyenne. La grappe est tronconique, compacte et ailée. Le cépage est vigoureux mais moyennement productif. Il donne selon les sols et type de vins de 50 hl/ha en dans les coteaux à près de 100 – 150 hl/ha dans les bonnes terres en zone de plaine. Le terret est généralement conduit en gobelet à taille courte. Il est peu sensible à l'excoriose et à la pourriture grise, mais il craint l'oïdium le mildiou et les vers de la grappe.

## Type de vin
Souvent assemblé au grenache et à la syrah, dont il atténue la puissance, il donne un vin peu coloré, léger, mais au bouquet agréable porté par une bonne acidité,.

## Synonymes
Le terret noir est connu sous le nom de Terre Chernyi, Terret Bourret et Terret du pays.